# Château de la Cour (Commer)
Pour les articles homonymes, voir Château de la Cour.
Le Château de la Cour est un château français, situé à Commer, dans le département de la Mayenne et la région des Pays de la Loire. Il est situé à 800 mètres au Nord du bourg. Le ruisseau de la Cour se jette dans la Mayenne ; il est d'une longueur de 3 400 mètres.

## Désignation
- Château et chapelle fondée (Hubert Jaillot).
- La Cour de Commer, château, village, avec deux allées plantées (Carte de Cassini).

## Historique
Le fief, qui n'avait que justice foncière, relevait du Bois-au-Parc. François de Champagné décrit ainsi sa terre et son manoir en 1587 : « La terre et seigneurie de la Court de Commer, comprenant maison manable, garnie de salle, cuisine, despense et cellier, quatre chambres, tourelle et greniers, avec un fournil, chapelle, un portal garny d'une chambre et fuye dessus ; la maison où soulloit demeurer le mettayer ; le tout enclos de murailles et fossés. » On mentionne aussi, en 1657, « la cour et enclos avec le jardin au derrière, enclos de murailles, y compris les douves et fossés ». Le domaine consistait surtout en prairies, et les paroissiens prétendirent, en 1686, que le seigneur faisant le commerce de bestiaux devait être imposé à la taille..
Quoique entièrement transformé, l'ancien manoir conserve quelques traces de son antique disposition. Sur le toit, il y avait encore à la fin du XIXe siècle un épi en faïence figurant un vase à godrons surmonté d'une colombe à demi-éployée. Il y avait aussi une bibliothèque du XVIIIe siècle.

## Chapelle
La chapelle, fondée avant 1515 sous le vocable de saint Christophe, par Christophe de la Roussière et Louise de Bernezay, sa femme, était chargée de trois messes par semaine et affectée au plus pauvre prêtre de la paroisse. Une nouvelle bénédiction du sanctuaire fut faite le 22 mai 1644. René de Champagné ajouta une messe en l'honneur de sainte Barbe, en 1658, ordonnant en outre de faire « une image proprement taillée (de la sainte), d'autre matière que le bois, qui soit placée sur l'autel, pour la particulière dévotion qu'il lui porte ». 
Simon Gasté obtint permission, en 1729, de démolir la chapelle, qui était en ruine et dans le voisinage des étables, et de la reconstruire. L'évêque qui voulait qu'elle fût décrétée de nouveau, quoiqu'elle le fût et même imposée aux décimes, la tint en interdit jusqu'en 1734. Le dernier chapelain prit encore possession en la chapelle le 24 mars 1790. A la ferme, une Sainte-Barbe provenant de la chapelle déjà signalée dans le testament de Renée de Champagné, 1658.

## Chartrier
Le chartrier, assez important, ne contient que des titres étrangers à la terre et à la région.

## Sources et bibliographie
- « Château de la Cour (Commer) », dans Alphonse-Victor Angot et Ferdinand Gaugain, Dictionnaire historique, topographique et biographique de la Mayenne, Laval, A. Goupil, 1900-1910 [détail des éditions] (BNF 34106789, présentation en ligne)